# Törökbálint
Törökbálint [ˈtørøk̬baːlint] (deutsch Großturwall) ist eine Stadt in Ungarn. Ein Referendum im Jahre 2004 hinsichtlich der Erhebung zur Stadt verlief knapp negativ, doch seit dem 1. Juli 2007 trägt die Ortschaft den Titel Stadt.
Der deutsche Name der Stadt rührt nicht nur daher, dass Ungarn und die deutschsprachigen Länder – hauptsächlich Österreich – eine gemeinsame Geschichte von mehreren hundert Jahren haben, sondern auch dadurch, dass die Ortschaft ursprünglich ein schwäbisches Dorf war, wie viele andere Siedlungen in Ungarn auch.

## Geographische Lage

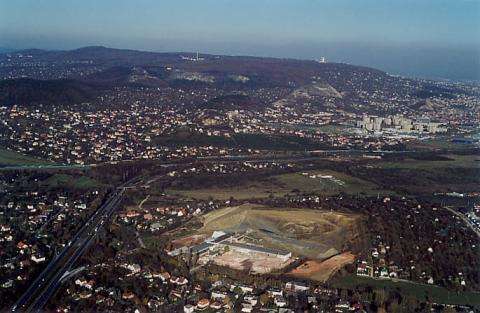
Luftaufnahme von Törökbálint

Törökbálint liegt ungefähr 15 Kilometer westlich von Budapest, zwischen Diósd (deutsch Orasch) und Budakeszi (deutsch Wudigeß), ebenfalls schwäbische Siedlungen.
Törökbálint ist direkt mit den Autobahnen M1 und M7 verbunden und ist direkt von der M0 erreichbar.

## Geschichte

### Vor der Landnahme der Ungarn
Bis zum 1. Jahrhundert n. Chr. lebten in der Gegend die Awaren. Diese wurden von den Römern abgelöst. Die Geschichte der dortigen Ortschaften wurde durch den Ausbau der römischen Heerstraße in Schwung gebracht. In der Zeit der Angriffe gegen die Römer wurden auch die Bewohner vertrieben, und die Gegend wurde erst wieder ab dem 6. Jahrhundert besiedelt.

### Árpádenzeit
Nach der ungarischen Besiedlung übergab Großfürst Árpád das Gebiet dem Fürsten Kond, dessen Sohn, Csörsz, in der Nähe eine Burg erbauen ließ. Von deren Namen Torbágy (Turobag) stammt wahrscheinlich der deutsche Name der Ortschaft.

### Mittelalter
Im Mittelalter hieß die Stadt Török-Bálint. Bálint Török war eine historische Persönlichkeit, ein Dichter und Adeliger, der Ländereien in der Gegend besaß.

### Neuere Geschichte
Im 16. Jahrhundert erhielten die Jesuiten die Ortschaft, die viele, schöne Gebäude im Barockstil errichteten. In den Händen der Jesuiten blieb die Ortschaft bis 1773. Die Gebiete, die sich bis zu dieser Zeit fast vollständig entvölkerten, wurden gegen 1700 durch Donauschwaben wiederbesiedelt, die in kurzer Zeit dort die Mehrheit stellten.
Nach der Auflösung des Jesuitenordens gab Maria Theresia die Gebiete an Josef Majláth, ihrem Kammerratgeber.

### Neueste Geschichte
Die ersten Kontakte nach Budapest wurden 1884 durch die Eröffnung einer Bahnlinie hergestellt.
1900 wurde die Ortschaft in Törökbálint umbenannt. Ab 1912 verkehrte eine Vorortbahn zwischen der Hauptstadt und Törökbálint bis zur Stilllegung nach dem Krieg. 
Nach dem Zweiten Weltkrieg wurden viele der seit Jahrhunderten hier lebenden Donauschwaben zwangsausgesiedelt und zur Minderheit. 

### Törökbálint heute
Heute ist Törökbálint Teil der Agglomeration Budapest. Immer mehr Menschen siedelten von Budapest nach Törökbálint um. Deshalb wurde in den letzten Jahren, der am Stadtrand von Törökbálint befindliche Spiegelberg, der früher einmal ein Obstgarten war, völlig bebaut.
Die am Rand von Törökbálint angesiedelten großen Unternehmen und die vielen Einkaufszentren beleben die Wirtschaft in der Ortschaft und sind dort die größten Arbeitgeber.

## Partnerschaften
Partnerstadt des Ortes ist Süßen in Baden-Württemberg.

## Sehenswürdigkeiten
- Walla-Schloss
- Das Lungensanatorium, das ehemalige Schloss der Jesuiten. Ab 1701 war das Gebäude im Besitz der Jesuiten. Seit 1920 ist es ein Lungensanatorium.
- Kalvarienreihe
- Die römisch-katholische Kirche wurde erstmals 1422 erwähnt. Sie wurde mehrmals umgebaut, zuletzt im Barockstil.
- Ignác-Zimándy-Schule
- Die calvinistische Kirche wurde 1994 in Zusammenarbeit mit der Gemeinde Süßen erbaut.
- Das Dorfmuseum wurde 1996 mit Hilfe der Düsseldorfer Hermann-Niermann-Stiftung eröffnet.

## Persönlichkeiten
- Ludwig Leber (1903–1974), deutscher Politiker (CDU)
- Rudolf Toth (1918–2009), Briefmarkenstecher
- György Pásztor (1923–2022), Eishockeyspieler und Sportfunktionär
- Sándor Tatár (* 1962), Schriftsteller und Übersetzer
- István Turu (1962–2021), Boxer
- Ferenc Soma Kovács (* 2004), Leichtathlet